# Diễn viên lồng tiếng

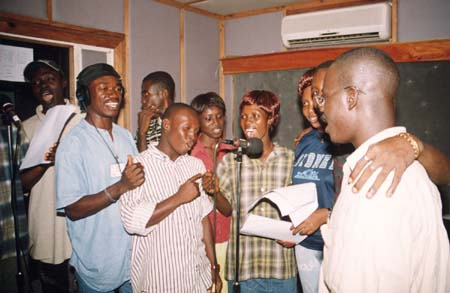
Diễn viên lồng tiếng trong vở kịch truyền thanh Sierra Leonean Atunda Ayenda

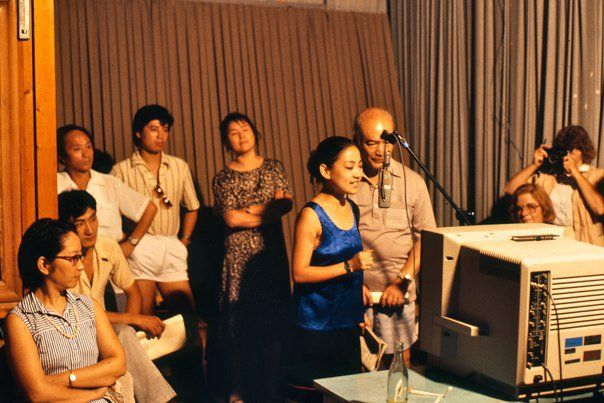
Nhóm diễn viên lồng tiếng cho một bộ phim hoạt họa của Trung Quốc

Diễn xuất bằng giọng nói là nghệ thuật lồng tiếng hay cung cấp các giọng nói cho nhân vật phim hoạt hình trong nhiều công việc khác nhau, bao gồm phim chủ đề, lồng tiếng, phim tiếng nước ngoài, phim ngắn hoạt hình, chương trình truyền hình, quảng cáo, kịch radio hay audio, hài, trò chơi điện tử, chương trình múa rối.
Người thực hiện được gọi là Diễn viên lồng tiếng, nghệ sĩ lồng tiếng hay thanh ưu. Vai của họ cũng có thể liên quan đến ca hát mặc dù diễn viên lồng tiếng thứ hai đôi khi vào vai lồng giọng hát nhân vật.

## Theo quốc gia

### Nhật Bản
Seiyū (Nhật: 声優 (Thanh ưu)) bao gồm ngành: vai diễn trong anime, audio drama và trò chơi điện tử, lồng tiếng phim điện ảnh không phải tiếng Nhật, tường thuật tài liệu và các chương trình liên quan. Bởi vì công nghiệp anime ở Nhật Bản khá phát triển nên diễn viên lồng tiếng Nhật Bản có thể xem nghề này như nghề chính và dành hết thời gian cho sự nghiệp. Khả năng biểu đạt của diễn viên lồng tiếng Nhật có thể hơn các nước khác. Nhật Bản cũng có các tổ chức hỗ trợ ngành nghề khoảng 130 trường lồng tiếng và các đoàn lồng tiếng cho công ty truyền thông.

### Việt Nam
Ở Việt Nam từ giai đoạn năm 1985 - 2010, hầu hết 1 số phim truyền hình cổ trang Trung Quốc, phim kiếm hiệp Hồng Kông (chủ yếu của TVB sản xuất) hay phim thần tượng Đài Loan đều được lồng tiếng và phát hành dưới định dạng băng hình VHS và DVD bởi các công ty như Fafilm Việt Nam (chi nhánh TPHCM), Công ty Sanyang, Công ty TNHH dịch vụ quảng cáo Ảnh Vương và Nghiệp Thắng Film. Có thể kể đến như Bao Thanh Thiên, Hoàn Châu cách cách, Thiên long bát bộ, Tây du ký, Tân dòng sông ly biệt,...
Rio là bộ phim chiếu rạp Mỹ Hollywood đầu tiên được lồng tiếng Việt. Kể từ đó, những phim thiếu nhi nước ngoài chiếu rạp đều được lồng tiếng. HTV3 là kênh truyền hình có các chương trình truyền hình lồng tiếng cho thiếu nhi bao gồm Doraemon và Cẩm nang của Ned, bằng cách dùng nhiều diễn viên lồng tiếng để lồng vai nhân vật.. Những bộ phim nước ngoài trên HTV3 chủ yếu do TVM Corp lồng tiếng, ngoài lồng tiếng chương trình thiếu nhi còn lồng tiếng cho phim truyền hình châu Á, Âu như Hàn Quốc, Nhật Bản, Mỹ như phim Oshin, Gia đình là số 1 (phần 2), Cô gái đại dương... Những năm gần đây các kênh truyền hình địa phương nhập về và lồng tiếng phim Thái Lan, Philippines... trên các kênh như Sao TV, VTC 9,...